# Billie Joe Armstrong
Billie Joe Armstrong (Rodeo, Kalifornija, 17. veljače 1972.) je američki glazbenik, pjevač, glumac, i pisac pjesama. Trenutno radi kao gitarist i vokalist američkog punk rock sastava Green Day, koji je osnovao uz bas gitarista Mikea Dirnta. Također je nastupao za sastave kao što su Pinnhead gunpowder.

## Životopis
Billijev otac Andy, koji je bio vozač kamiona i povremeni jazz glazbenik, umro je od karcinoma kad je on imao 10 godina. To ga je duboko pogodilo jer je on bio Billiev uzor. Njegova majka Ollie ga je sama odgojila. Ima 5 starijih sestara i braće. Oženjen je i ima dvoje djece. Počeo je pjevati već s 5 godina kada je u lokalnom studiju Fiat Records snimio pjesmu "Look For Love". Dvije godine nakon smrti njegova oca Billieva majka udala se za čovjeka kojeg su Billie i njegova braća i sestre mrzili.
Billiu je bilo 10 godina kada je prvi put sreo Mikea u školskoj kantini 1982. Postali su jako dobri prijatelji te su kada bi prespavali jedan kod drugoga vrijeme provodili svirajući stari heavy metal (Ozzy Osbourne, Def Leppard i Van Halen). Prva pjesma koju je Billie napisao bila je "Why Do You Want Him", pjesma o njegovoj majci i očuhu. U dobi od 15 godina, Billie, Mike i bubnjar John formirali su punk sastav i nazvali se Sweet Children. Prva gaža im je bila u Rod's Hickory Pitu (restorani gdje je radila Billieva mama). Dan prije svog 18 rođendana, i na polovici svoje zdanje godine srednje škole, Billie napušta školu (Pinole Valley High School) kako bi sve svoje vrijeme mogao posvetiti svom sastavu..Znao je što želi raditi u životu - stvarati svoju glazbu, a škola mu je samo smetala. U to vrijeme Billie je zaradio nadimak "Two Dollar Bill", zbog cijene po kojoj je prodavao joint.
Tijekom prve Green Dayeve turneje po Americi, u Minneapolisu je upoznao svoju današnju suprugu Adrienne koja je obožavala Green Day. Tada su se savršeno slagali, ali su izgubili vezu. Prije nego što su se vjenčali, Billie je imao drugu curu, a Adrienne se čak i zaručila za drugog muškarca. Vjenčali su se 2. lipnja 1994., a ceremonija je trajala samo 5 minuta. Danas, Billie, Adrienne, Joseph i Jakob žive u Berkeleyu (Kalifornija).
Nastupa/o je s više sastava: Pinhead Gunpowder, The Influents, Corrupted Morals, Rancid, The Lookouts, Goodbye Harry i Blatz, a najpoznatiji je Green Day.
Osnovao je vlastitu izdavačku kuću Adeline Records.

### Instrumenti
Armstrongova prva gitara bila je akustična crvena gitara Hohner koju je dobio od svog oca, a
prva električna gitara bila je "Blue", Fernandes Stratocaster plave boje koju je dobio za 11. rođendan. Majka mu je kupila "Blue" od Georgea Cola.[tko je on]  "Blue" je poznata po naljepnicama koje je Billie Joe stavljao. Na "Blue" je instalirao "pickup" Bill Lawrence Humbucking koji mu je dao George
Cole. Tijekom 1994. koristio je i "pickup" Duncan JB no samo na par koncerata (Woodstock,Loolapalooza).
Tijekom snimanja albuma Nimrod Billie Joe je koristio Fender Jazzmaster te Gibson ES-335.
Prije snimanja Warning (album) kupio je Gibson Les Paul Junior iz 1956.koju naziva "Floyd".
Od 2002.godine Gibson  proizvodi Armstrongovu liniju Gibson Les Paul Juniora s "pickupom" H-90 koji je sam dizajnirao. Prodaju se u crnoj, sunburst, bijeloj (do 2011.) te doublecut TV Yellow (od 2012.god)boji. Tijekom snimanja ¡Uno!,¡Dos! i ¡Tre! koristio je Gretsch hollowbody. Danas ima mnogo kopija gitara "Blue", Gibson Les Paul Junior i Fender Telecaster. 2018. godine Gibson je predstavio novi model Billie Joe Armstrong Les Paul Junior gitare s classic 57 pickupom.  
Billie zna svirati sljedeće instrumente: gitara, harmonika, mandolina, bubnjevi, klavir i saksofon